# Татти (село)
Татти (каз. Тәтті) — село в Меркенском районе Жамбылской области Казахстана. Административный центр Таттинского сельского округа. Находится примерно в 40 км к северу от районного центра, села Мерке. Код КАТО — 315447100.

## Население
В 1999 году население села составляло 1256 человек (624 мужчины и 632 женщины). По данным переписи 2009 года, в селе проживали 1174 человека (589 мужчин и 585 женщин).